# Александровка (Мучкапский район)
Алекса́ндровка — опустевшая деревня в Мучкапском районе Тамбовской области Российской Федерации. Входит в состав Заполатовского сельсовета. Фактически урочище.

## География
Стоит на реке Большая Алабушка, в километре от селения Земетчено.

## История
Деревня впервые упоминается в документах ревизской сказки 1834 года по Борисоглебскому уезду. Была заселена крепостными крестьянами, принадлежавшими генералу от кавалерии Якову Степановичу Кологривому.

## Население
| 2010 |
| ---- |
| 0    |

Историческая численность населения
По данным ревизской сказки 1834 года крестьянских дворов числилось 38, населения: мужского пола — 163, женского пола — 148 человек.
В 2002 году в деревне проживало 5 человек.

## Инфраструктура
Было личное подсобное хозяйство (подворья).

## Транспорт
Просёлочная дорога от Земетчено.